# Sophie Rain
 (mai 2025).
Sophie Rain, née le 22 septembre 2004, est une personnalité d'internet américaine. Après avoir été renvoyée de son poste de serveuse, elle a créé un compte sur OnlyFans. Elle est devenue célèbre fin 2024 après avoir annoncé ses gains sur la plateforme, autour de 43 millions de dollars. En décembre 2024, elle a cofondé Bop House, qui a été comparée à The Hype House et au Playboy Mansion. Elle fait la publicité de son contenu en fonction de son christianisme et de sa virginité et est apparue dans le contenu de NLE Choppa.

## Vie et carrière
Sophie est née le 22 septembre 2004 et est basé à Miami. Son père est américain et sa mère est philippine. Elle fréquentait l'église à Tampa, en Floride, et vivait de bons d'alimentation lorsqu'elle était enfant. Elle a accepté un emploi au salaire minimum en tant que serveuse  dans un restaurant familial, mais a été licenciée. Entre-temps, elle avait cependant connu du succès sur les réseaux sociaux et, après avoir perdu son emploi, elle a créé un compte OnlyFans à la suggestion de ses amis. Elle a également commencé à créer du contenu avec Sierra Rain, un autre créateur de contenu avec une apparence similaire. Elle utilise le pseudo « SophieRaiin » sur ses plateformes de médias sociaux. Elle a déclaré dans une interview que son contenu OnlyFans était solo et qu'elle était chrétienne et vierge  et dans une interview de décembre 2024 qu'elle avait vérifié son église d'origine lorsqu'elle proposait des services en ligne.
Fin juin 2024, elle et NLE Choppa ont publié deux vidéos TikTok dans lesquelles ils ont fait du playback sur « Slut Me Out 2 » de Choppa ; au 10 juillet, le duo avait été vu 27 200 000 fois. À Thanksgiving 2024, son compte facturait 10 $ par mois. En novembre, elle a mis en ligne une photo de son tableau de bord OnlyFans indiquant qu'elle avait gagné 43 millions de dollars au cours de sa première année sur la plateforme. Elle est devenue virale, Dominique Hines de l' Evening Standard attribuant son succès à son « apparence non conventionnelle, ayant une silhouette adulte bien faite avec le visage d'une fille mineure ». Le mois suivant, elle avait été liée de manière romantique à NLE Choppa et Adin Ross. Elle a également déclaré qu'elle ne recommandait pas aux autres de quitter leur emploi pour la suivre dans l'industrie, car « cette carrière n'est pas un soleil et des arcs-en-ciel 24 heures sur 24, 7 jours sur 7, et si vous ne réussissez pas, cela n'en vaudra pas la peine ». Elle a en revanche souhaité « tout le succès » aux femmes qui travaillaient déjà dans l'industrie. Elle a téléchargé une autre capture d'écran en février 2025 indiquant qu'elle avait réalisé 63 millions de dollars de bénéfice brut et près de 51 millions de dollars de bénéfice net.
Le 12 décembre 2024, Sophie et sa collègue créatrice OnlyFans, Aishah Sofey, ont cofondé Bop House  à Fort Lauderdale, dans laquelle le couple et leurs collègues créatrices de contenu Camilla Araujo, Summer Xiris, Julia Filippo, Alina Rose, Ava Reyes et Joy Mei ont vécu ensemble et ont participé au contenu OnlyFans de l'autre. Le collectif tire son nom de « baddie on point », un terme d'argot de la génération Z utilisé pour désigner les personnes qui gagnaient de l'argent grâce à leur corps, parfois de manière péjorative. Ses huit créateurs initiaux comptaient à eux seuls plus de 33 millions d'abonnés sur TikTok ; au 7 janvier 2025, le collectif comptait 1 300 000 abonnés. En documentant la maison, Rebecca Mitchell de Elle a comparé la maison à The Hype House et à la Team 10 de Jake Paul, tandis que Kyle Phillippi de Vice l'a décrite comme « un Playboy Mansion TikTokifié des temps modernes, rempli de mannequins OnlyFans [sans] vieux hommes portant des robes de soie requis ». Le podcast Blessing a discuté de la question de savoir si Bop House et des comptes similaires encourageaient leurs abonnés à devenir des créateurs de contenu pour adultes et si la virginité ouverte de Rain et le christianisme encourageaient l'intérêt pour les femmes vierges. De plus, certains ont critiqué les résidents de la maison pour avoir fait leur promotion sur TikTok et Instagram, car ces sites étaient accessibles aux enfants et généraient du trafic vers OnlyFans. En février 2025, un cambrioleur a dû être éliminé par le SWAT. Ce mois-là, la maison a collaboré avec Piper Rockelle, bien que leurs publications aient été supprimées plus tard ; en mai, Rain avait mis en ligne des vidéos avec elle.